# U-705
Unterseeboot 705 foi um submarino alemão do Tipo VIIC, pertencente a Kriegsmarine que atuou durante a Segunda Guerra Mundial.

## Comandantes
| Comandante             | Data                                           |
| ---------------------- | ---------------------------------------------- |
| Kptlt. Karl-Horst Horn | 30 de dezembro de 1941 - 3 de setembro de 1942 |

## Subordinação
Durante o seu tempo de serviço, esteve subordinado às seguintes flotilhas:
| Período                                      | Flotilha                                  |
| -------------------------------------------- | ----------------------------------------- |
| 30 de dezembro de 1941 - 31 de julho de 1942 | 5. Unterseebootsflottille (treinamento)   |
| 1 de agosto de 1942 - 3 de setembro de 1942  | 6. Unterseebootsflottille (serviço ativo) |

## Operações conjuntas de ataque
O U-705 participou das seguinte operações de ataque combinado durante a sua carreira:
- Rudeltaktik Lohs (11 de agosto de 1942 - 26 de agosto de 1942)